# Aybert Rapaert de Grass
Aybert Rapaert de Grass (Assebroek, 19 november 1911 - Brugge, 16 augustus 2000) was burgemeester van de Belgische gemeente Hertsberge.

## Familie
Jonkheer Aybert Marie Paul Jean Ghislain Rapaert de Grass behoorde tot een familie die diepe wortels had in Brugge en het Brugse Vrije.
In de 16de eeuw waren verschillende Rapaerts arts of chirurgijn, onder wie als voornaamste François Rapaert. De eerste adelsverheffing gebeurde in 1669 ten gunste van Philip Rapaert en in 1673 werd Charles Rapaert als ridder erkend.
Aybert-Thomas Rapaert de Grass (1763-1848) werd in 1816, ten tijde van het Verenigd Koninkrijk der Nederlanden, in de adelstand bevestigd en mocht vanaf 1825 de naam van zijn vrouw de Grass aan de zijne toevoegen.

## Levensloop
Aybert Rapaert de Grass was de zoon van Pierre-Jules Rapaert de Grass (1888-1956) en van Marie-Louise Coppieters (Sint-Andries, 1888 - Hertsberge, 1968).
Hij trouwde met Isabelle Le Fevere de Ten Hove (Assebroek, 1913 - Brugge, 1998). Het gezin bleef kinderloos.
Aybert Rapaert leidde een klein atelier, gelegen langs de Coupure in Brugge, onder de naam Nauwkeurigheidsmekaniek dat in de loop van de jaren 1980 ophield te bestaan.

## Burgemeester
Het burgemeesterschap van Hertsberge behoorde tot de traditie van de familie Rapaert:
- Pierre-Jules Rapaert de Grass was vele jaren burgemeester, tot aan zijn dood.
- Hij werd opgevolgd door zijn jongste zoon, de vrijgezel Jacques Rapaert de Grass (Assebroek, 1913 - Hertsberge, 1964), die arts was.
- Na zijn vroegtijdige dood nam Aybert de fakkel over en bleef burgemeester tot aan de gemeentelijke fusie met Oostkamp in 1976.

## Verenigingsleven
Aybert Rapaert was als burgemeester betrokken bij het verenigingsleven in Hertsberge.
Daarnaast was hij ook hoofdman van de Schuttersgilde Sint-Pieters, op de vroegere gemeente Sint-Pieters-op-de-Dijk, waar hij het hoofdmanschap overnam van zijn neef Roland Rapaert de Grass (1911-1965), die eveneens op relatief jonge leeftijd overleed.